# La España
La España fue un periódico editado en la ciudad española de Madrid entre 1848 y 1868, durante el reinado de Isabel II.

## Historia
Editado en Madrid, se imprimió primero en la imprenta de A. Santa Coloma, después lo haría en otras, siendo la última una propia, a cargo de F. Gamayo. De circulación diaria, contaba con cuatro páginas. Su primer número aparecería el 18 de abril de 1848 y cesó el 29 de septiembre de 1868. En el número del 9 de enero de 1848 afirmaba «La España es un periódico de gobierno, no del gobierno. Es decir, La España es un periódico defensor de los principios de orden, conservador de la sociedad, celoso de la independencia nacional, monárquico y liberal en el sentido más puro y honrado de esta palabra». Fue fundado y dirigido por Pedro Egaña; más tarde sería dirigido por nombres como Francisco Navarro Villoslada, Eduardo González Pedroso, José Fernández Bremón, Gabriel Estrella, Ramón Girón, José de Selgas y Carrasco y Daniel Moraza.
Entre sus redactores se contaron firmas de autores como Manuel Alonso Muñoz, Eduardo Benedicto y Lombia, José Bravo, Maximino Carrillo de Albornoz, Ramón de Echevarría, José María Eguren, Joaquín Gálvez, Esteban Garrido, Eduardo González Pedroso, Eusebio Martínez de Velasco, Daniel Moraza, Eugenio de Ochoa, Leandro Pérez Cossío, Francisco Puig y Esteve, Julián Manuel de Sabando y Alcalde, Ceferino Suárez Bravo y Eduardo Vélaz de Medrano.